# Danny Hakim
Danny Hakim (* 10. März 1971 in Norfolk (Virginia)) ist ein amerikanischer Investigativjournalist im Londoner Büro der New York Times.
Hakim studierte von 1990 bis 1993 am St. John’s College in Annapolis (Maryland), wo er einen Bachelor in Philosophie erwarb. Er begann seine berufliche Laufbahn als Kopierhelfer bei der Washington Post. Nach Stationen als Gerichtsreporter bei Greenville News in Greenville (South Carolina) und als Wirtschaftsjournalist bei SmartMoney.com kam er 2000 zur New York Times.
Nach Aufgaben als europäischer Wirtschaftskorrespondent wurde Hakim 2005 Leiter der NYT-Büros in Detroit und 2007 Leiter des NYT-Büros in Albany. 2012 wechselte er zum Londoner Büro der NYT.
2009 wurde Hakim gemeinsam mit William K. Rashbaum und Joe Sexton für seine Berichterstattung über die Verbindungen von Eliot Spitzer zu Callgirl-Ringen mit dem Pulitzer-Preis für „Aktuelle Berichterstattung“ ausgezeichnet. 2012 war Hakim gemeinsam mit Russ Buettner mit einer Serie über Missbrauch, Vernachlässigung und Korruption in der Betreuung behinderter Menschen in New York Finalist bei der Verleihung des Pulitzer-Preises. Auch seine Berichte über Glyphosat wurden in zahlreichen Medien wie z. B. Forbes und Huffington Post referenziert.